# Quyết Thắng, Biên Hòa
Quyết Thắng là một phường cũ thuộc thành phố Biên Hòa, tỉnh Đồng Nai, Việt Nam.

## Địa lý
Phường Quyết Thắng nằm ở trung tâm thành phố Biên Hòa, ven sông Đồng Nai, có vị trí địa lý:
- Phía đông giáp phường Thống Nhất
- Phía tây giáp các phường Bửu Hòa qua sông Đồng Nai, Hóa An, Thanh Bình
- Phía bam giáp phường Hiệp Hòa qua sông Cái
- Phía bắc giáp phường Trung Dũng.

Phường Quyết Thắng có diện tích 1,37 km², dân số năm 2022 là 17.247 người, mật độ dân số đạt 12.589 người/km².
Phường là nơi đặt trụ sở của nhiều cơ quan hành chính quan trọng của tỉnh và thành phố.

## Hành chính
Phường Quyết Thắng được chia thành 4 khu phố: 1, 2, 3, 4.

## Lịch sử
Ngày 28 tháng 9 năm 2024, Ủy ban Thường vụ Quốc hội ban hành Nghị quyết số 1194/NQ-UBTVQH15 về việc sắp xếp đơn vị hành chính cấp xã của tỉnh Đồng Nai giai đoạn 2023 – 2025 (nghị quyết có hiệu lực từ ngày 1 tháng 11 năm 2024). Theo đó, sáp nhập toàn bộ 1,37 km² diện tích tự nhiên và quy mô dân số là 17.247 người của phường Quyết Thắng vào phường Trung Dũng.